# Fatmir Sejdiu
Fatmir Sejdiu (n. Pakaštica, 23 de octubre de 1951) es un político kosovar, que ejerció como el segundo Presidente de la República de Kosovo.

## Biografía
Nació en un pueblo de Pakaštica cerca de Podujevo, en la Provincia Autónoma Socialista de Kosovo, perteneciente a la República Federal Socialista de Yugoslavia.
Fatmir Sejdiu fue uno de los autores del marco constitucional provisional para el autogobierno de Kosovo en 2001. Sejdiu fue un parlamentario influyente en la Liga Democrática de Kosovo (LDK), el partido del anterior presidente Ibrahim Rugova. 
Fue elegido Presidente por la Asamblea de Kosovo tras la muerte de Rugova a principios de 2006. Sejdiu ha ganado la aprobación de la comunidad internacional por dar prioridad a las medidas de buen gobierno y multietnicidad apoyadas por la ONU.[cita requerida]
El 24 de julio de 2006, Sejdiu asistió en Viena a las conversaciones de alto nivel entre los primeros ministros y presidentes de Kosovo y Serbia para discutir el futuro estatus de Kosovo.  
Durante su mandato, Kosovo declaró unilateralmente su independencia de Serbia, lo cual fue rechazado por este último país pero que ha sido reconocida por más de 70 estados. En 2010, el Tribunal Constitucional kosovar declaró ilegal su doble rol como Presidente y líder del PDK, ante lo cual Sejdiu renunció a su cargo.
Vive en Priština, la capital de Kosovo, con su esposa y sus tres hijos. Habla albanés, inglés, serbio y francés.